# عبد الله علي الصالح
عبد الله بن علي بن صالح العبد المحسن المكنى بـأبو رسول المشهور أيضًا بـعبد الله العلي الصالح أبو رسول (23 ديسمبر 1930 - 21 يوليو 2008)  (3 شعبان 1349 - 18 رجب 1429) فقيه جعفري وشاعر سعودي. ولد في بلدة القارة الأحسائية في عائلة مسلمة اثناعشرية هاشمية ينتهى نسبه إلى محمد الجواد. سكن العراق للدراسة الدينية من 1950 حتى 1981 ودرس على كبار علماءها. مثّل الخوئي في الحلة 12 سنة، كما مثّله في بعثة الحج لعدة سنين، ومثّل عددًا من مراجع التقليد ابتداءً من الخوئي إلى الكلبيكاني والأراكي حتى السيستاني والخامنئي. رجع إلى وطنه في 1981 وبعده سكن قطر وعاش فيها ممثلا لهم من 1981 حتى 2005. سكن في مدينة مشهد بإيران في سنواته الأخيرة أمامًا للجالية السعودية فيها وتوفي بها ودفن بجوار العتبة الرضوية. له ديوان شعر مخطوط.

## نسبه وأسرته
هو عبد الله بن علي بن صالح العبد المحسن، المعروف أيضًا بـ«عبد الله العلي الصالح أبو رسول». نسبه الكامل: عبد الله بن علي بن صالح بن أحمد بن محمد بن عبد المحسن بن صالح بن سالم بن حمد بن عبدالله بن اسماعيل بن حسن بن سالم بن إبراهيم بن علي بن أحمد بن سالم بن أحمد بن جعفر بن موسى بن إبراهيم بن صالح بن علوي بن قاسم بن هاشم بن مساعد بن حسين بن حسن بن سليمان بن إدريس بن يعقوب بن شرف بن يوسف بن ناصر بن حسن بن محمد الأعرج بن أحمد بن موسى المبرقع بن محمد الجواد.

تعرف أسرته في الأحساء بـآل عبد المحسن أو آل بن محسن، وهي أسرة كبيرة مشهورة، وموطنهم فيها من القديم بلدة القارة. ولهم الزعامة الدينية فيها. والدته هي بتلة حسن الباذر.

## ولادته
ولد عبد الله بن علي بن صالح العبد المحسن في بلدة القارة بالأحساء في 3 شعبان 1349/ 23 ديسمبر 1930 ونشأ بها. ولاقتران مولده بمولد حسين بن علي بن أبي طالب، سمّي عبد الحسين وبقي يعرف بهذا الاسم مدة طويلة.

## تعليمه
هاجر إلى النجف في جمهورية العراق لتحصيل العلوم الشرعية في 1369 هـ/ 1950 م، بعد وفاة والده بسنتين، وهو ابن عشرين سنه. فقرأ هناك المقدمات لدى عدد من الأعلام منهم عبد الهادي الفضلي ومهدي السماوي وحسين بن مرتضى الخرسان وغيرهم.

أنهى دروس السطوح وبدأ حضور أبحاث الخارج فقهاً وأصولًا على عدة من الأساتذة في النجف. وتقدر مدة بقائه فيها بحوالي ثلاثين عامًا. من شيوخه عبد الهادي الحمودي النجفي، علي بن عبد العزيز البحراني، محمد حسين بن محمد سعيد الحكيم، مسلم الحسيني الحلي، محسن الحكيم، أبو القاسم الخوئي، ومحمد باقر الصدر وغيرهم.

حصل على عدة إجازات خطيّة في الأمور الحسبية من كبار مراجع الشيعة في النجف وقم، منهم الخوئي ومحمد أمين زين الدين ومحمد حسين الحكيم والكلبيكاني، ومحمد علي الأراكي، والسيستاني والخامنئي.

## مهنته الدينية
بعد انتهاء دراسته في النجف، عيّنه أستاذه الخوئي وكيلًا عنه في الحلة، في حدود سنة 1388 هـ/ 1968 م وبقي فيها حوالي 12 عامًا. وكان خلاله يذهب إلى النجف لتكميل دراسته وكان يحضر إلى الحج في بعثة الخوئي لست سنين بصحبة جمال الدين الخوئي.

وفي ذي العقدة 1400 هـ/ سبتمبر 1980 عاد إلى وطنه ليستقر بها. وبعد بضعة أشهر طلب منه بعض الجالية المسلمة الشيعية في قطر أن ينزل عندهم ليكون إمامًا ومرشدًا، فهاجر عبد الله العلي إليها واستقر في الدوحة في رجب 1401/ مايو 1981 حتى 1426/ 2005 م وأقم صلاة الجماعة في مسجد الصفار، ومارس عدة من الأنشطة الدينية فيها. وكان له دوراً في قبول محمد الهاجري للقضاء الجعفرية في الأحساء.

وكان يحمل الوكالة الشرعية من عدد من مراجع الشيعة منهم أبو القاسم الخوئي والكلبيكاني والأراكي والسيستاني وعلي الخامنئي والفاضل اللنكراني وجواد التبريزي وعلي الغروي وغيرهم.

نال شعبية كبيرة في الأحساء وقطر والدمام. وهو بالإضافة إلى الشؤون الدينية، كان شاعراً ويشارك في مختلف المناسبات. وله ديوان شعر، يضم أشعاره في أغراض متعددة، إلا أن الديوان لم يزل مخطوطًا.

## حياته الشخصية
توفي والده في 1367 هـ/ 1948 م. تزوج عبد الله العلي أربع مرات من آمنة عبد الله هاشم صالح، وزهرة توفيق زيارة، وليلى وخيرية الكعب. وله من الأبناء ستة هم محمد رسول، علي، هاشم، لؤي، عدنان وعبد الهادي. وله أربع بنات سميرة ومائدة وبتول وحنان.

## وفاته
في سنواته الأخيرة كان يسكن في مشهد بإيران في موسم الصيف إمامًا في الحسينة الأحسائية فيها. وفي أحد أيام قبل مغادرته بيوم، حيث كان عازمًا للسفر من مشهد إلى سوريا عبر البحرين، توجه إلى الحسينة الأحسائية قبيل الظهر بأقل من ساعة لأداء صلاة الجماعة في يوم 18 رجب 1429/ 21 يوليو 2008، وفي طريقه فقد وعيه فنقل إلى مستشفى الإمام الرضا وتوفي بها عند ظهر عن عمر ثلاث وثمانين سنة. شيع جثمانه في 20 رجب/ 23 يوليو ودفن في العتبة الرضوية بـ«صحن الجمهوري» وحضر للصلاة على جثمانه محمود الهاشمي الشاهرودي، أحد زملائه في النجف ورئيس القوة القضائية الإيرانية آنذاك.